# Fort Indiantown Gap

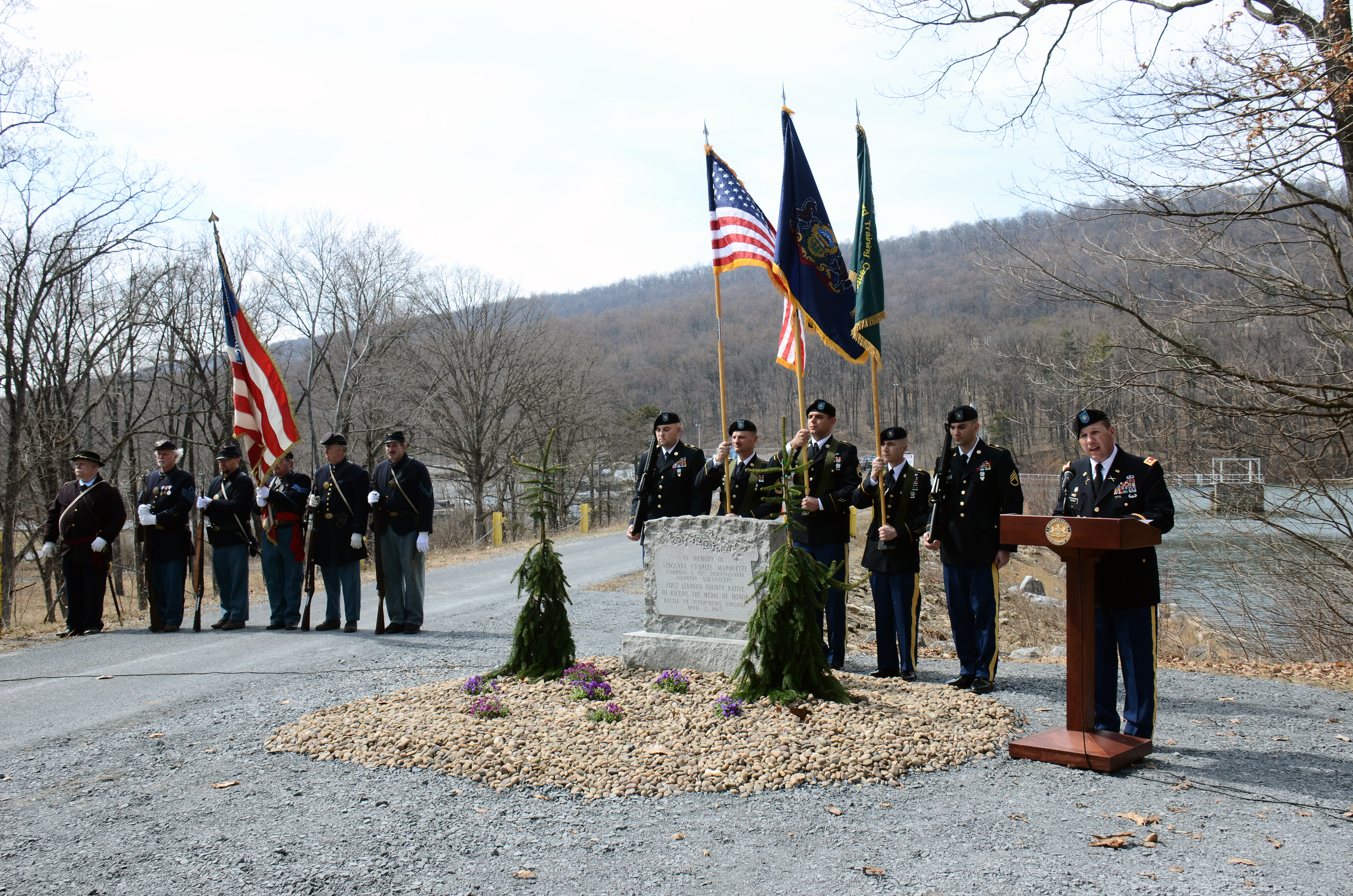
Ehrung am Marquette Lake, Fort Indiantown Gap

Fort Indiantown Gap (englisch), auch als „The Gap“ oder „FIG“ bezeichnet, ist ein Census-designated place und ein Ausbildungszentrum und Truppenübungsplatz der Nationalgarde Pennsylvanias, der sich hauptsächlich im Lebanon County, Pennsylvania befindet. Ein Teil der Einrichtungen befindet sich auch im östlichen Dauphin County. Das U.S. Census Bureau hat bei der Volkszählung 2020 eine Einwohnerzahl von 68 ermittelt.

## Geschichte
Fort Indiantown wurde als Fort gegen den Stamm der Susquehannock errichtet. Der heutige Truppenübungsplatz ist seit 1931 in Betrieb. Hier befinden sich die Garnisonen der 28. Infanterie-Division und der 213. Regional Support Group.

## Sehenswürdigkeiten
- Memorial Lake State Park
- Indiantown Gap National Cemetery
- Marquette Lake